# Eugeniusz Artwiński
Eugeniusz Artwiński (ur. 1 marca 1892 w Warszawie, zm. 10 września 1944 we Lwowie) – polski lekarz psychiatra i neurolog, profesor Uniwersytetu Jagiellońskiego i Uniwersytetu Jana Kazimierza we Lwowie.

## Życiorys
Syn Stefana Artwińskiego (1863–1939), farmaceuty, prezydenta Kielc w latach 1934–1939, i Marii z Sokalskich (zm. 1948). Miał dwie młodsze siostry, Danutę i Janinę. Wcześnie udzielał się w PPS, brał udział w strajku szkolnym w 1903 roku, za co został wydalony ze szkoły. Studiował na Uniwersytecie Jagiellońskim, po uzyskaniu tytułu doktora wszech nauk lekarskich był asystentem w klinice Jana Piltza. Od 1922 roku prymariusz oddziału neurologiczno-psychiatrycznego Szpitala św. Łazarza w Krakowie. W 1924 roku docent, w 1935 roku profesor tytularny. W grudniu 1936 otrzymał tytuł profesora nadzwyczajnego neurologii i psychiatrii na Wydziale Lekarskim Uniwersytetu Jana Kazimierza we Lwowie. W roku akademickim 1938/1939 kierownik kliniki chorób nerwowych i umysłowych we Lwowie. W zimie 1941 roku został kierownikiem Kliniki Neurologicznej w Lwowskim Instytucie Państwowym. Zmarł w 1944 roku z powodu przewlekłej choroby serca. Małżeństwo z Wandą z Drozdowskich było bezpotomne.
Kawaler Orderu Gwiazdy Polarnej.

## Wybrane prace
- Über traumatische Neurosen nach Kriegsverletzungen. „Zeitschrift für die gesamte Neurologie und Psychiatrie”. 45 (1), s. 242–260, 1919. DOI: 10.1007/BF02871734.
- O leczeniu porażenia postępującego. Warszawa: Wyd. Rocznika Psychjatrycznego, organu Pol. Tow. Psychjatrycznego, 1932
- Nerwice reaktywne. Warszawa: Wyd. Rocznika Psychjatrycznego, 1934

- Uwagi metodologiczne w sprawie nerwic reaktywnych. Rocznik Psychjatryczny 23, s. 93-100, 1934
- Zarys nowożytnej myśli psychiatrycznej. Polska Gazeta Lekarska 17 (3), s. 41–43, 1938
- Klinika choroby Basedowa i stanów pokrewnych. Polska Gazeta Lekarska 13, 1939
- Metodyka badania układu nerwowego. Warszawa: Państwowe Zakłady Wydawnictw Lekarskich, 1950.